# 文幼章
文幼章（音譯詹姆士·艾迪科特；1898年12月24日—1993年11月27日）加拿大联合教会傳教士。中國人民對外友好協會授予「人民友好使者」榮譽稱號。加拿大媒體稱他「頭號公敵」。

## 生平
1898年，文幼章出生於中国四川省嘉定府（乐山），父母文焕章（James A. Endicott）与文萨拉夫妇均为加拿大英美会傳教士，于1893年前往中国四川传教，驻成都。他在第一次世界大戰期間在法國的加拿大軍隊中服務，1925年從多倫多大學畢業，擔任加拿大联合教会傳教士，帶著新娘文月华（瑪麗·奧斯汀）回到中國，落戶四川忠县。1934年出任私立重庆中学（精益中学）校长，1939年辞职。
1939年，加拿大聯合教會回應夫人宋美齡的邀請，推薦文幼章為新生活運動的政治顧問。
美國對日本開戰之後，美國戰略情報局要求文幼章為它服務，專門負責了解中國的共產主義運動。文幼章因此結識了周恩來，喬冠華等中共領導人。
1945年返华，任教于上海圣约翰大学，1947年辞职回国。文幼章回到加拿大之後，1948年当选多伦多保卫和平委员会主席，1949年擔任加拿大全国和平大會的主席。他為中華人民共和國的成立而歡呼。文幼章因為「促進基督徒與共產主義者的和平共存」，1952年獲得斯大林和平獎。
1956年，文幼章被《人民日报》称为“中国人民的老朋友”，他是获得此称號的第一人。1957年，文幼章擔任世界和平理事會的副主席。1965年，世界和平理事會授予約里奧-居里金質獎章。
冷戰期間，他和妻子出版《加拿大遠東新聞通訊報》逾40年，提倡對中華人民共和國的了解和友誼。他的活動導致他與教會與加拿大政府公開衝突，加拿大政府一度考慮以叛國罪起訴他。加拿大媒體稱他「頭號公敵」。
1993年，中国人民对外友好协会授予文幼章「人民友好使者」荣誉称号。

## 傳記
其子文忠志為他作傳《James G. Endicott: Rebel Out of China》. 中譯本《出自中国的叛逆者—文幼章传》由四川人民出版社出版。

## 外部連結
- The Endicott Story in China （页面存档备份，存于）
- Shirley Jane Endicott. . Wilfrid Laurier Univ. Press. 2003  [2013-11-22]. ISBN 978-0-88920-412-6. （原始内容存档于2014-01-03）.
- 文幼章
- Mary Austin Endicott; 木馬. . 中華書局. 1957  [2013-11-22]. （原始内容存档于2014-01-03）.
- 白求恩精神研究分会 （页面存档备份，存于）
- 鄭連根. . 秀威出版. 1 March 2009: 93–  [2013-11-22]. ISBN 978-986-221-190-8. （原始内容存档于2014-01-03）.
- 美在朝鮮戰爭中對朝中兩國進行細菌戰(附圖) （页面存档备份，存于）